# 파트 드 베르

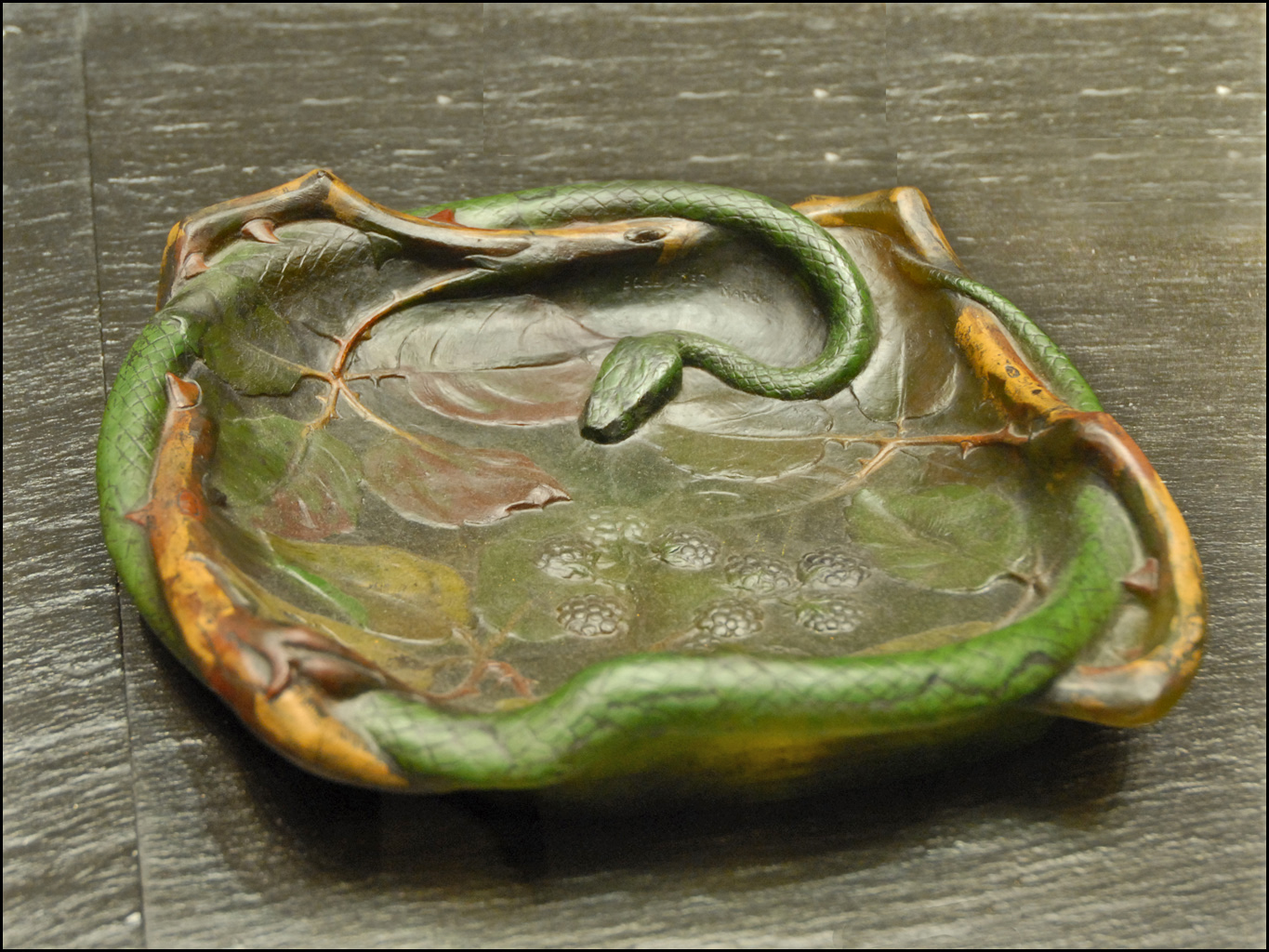

파트 드 베르(프랑스어: Pâte de verre→유리반죽)는 유리공예의 일종이다. 유리 분말을 틀 안에서 용융해 형성하는 기법이다.
점토나 밀랍 등의 소재로 작품의 원형이 되는 소조를 만들고, 그것을 바탕으로 내화석고 등으로 거푸집을 만들고, 거기에 다양한 색깔의 유리가루에 풀을 섞어 반죽한 것을 채워 가마 안에서 소성하고, 식은 후 거푸집에서 꺼내 표면을 연마해 마무리한다. 도자기와 유리 양쪽의 장점을 갖춘 중간적 제작법이라 할 수 있다.